# Fútbol en los Juegos Asiáticos de 1986
El fútbol en los Juegos Asiáticos de 1986 se celebró en Seúl, Corea del Sur, del 20 de septiembre al 5 de octubre de 1986. Singapur se vio obligado a retirarse porque su equipo no pudo obtener visas para ingresar a Corea del Sur.

## Medallistas
| Evento  | Oro | Plata | Bronce |
| ------- | --- | --- | --- |
| Hombres | Corea del Sur Byun Byung-joo Cho Byung-deuk Cho Kwang-rae Cho Min-kook Cho Young-jeung Choi Soon-ho Chung Jong-soo Chung Yong-hwan Huh Jung-moo Kang Deuk-soo Kim Joo-sung Kim Pyung-seok Kim Sam-soo Kim Yong-se Lee Moon-young Lee Tae-ho Noh Soo-jin Park Chang-sun Park Kyung-hoon Yoo Byung-ok | Arabia Saudita Mohammed Abduljawad Majed Abdullah Bassem Abu-Dawood Fahad Al-Bishi Hussein Al-Bishi Saad Al-Dosari Abdullah Al-Hathloul Mohaisen Al-Jam'an Fahad Al-Musaibeah Abdulrahman Al-Roomi Mohammed Al-Shehrani Abdulrahman Al-Tekhaifi Yousuf Al-Thunayan Ismail Hakami Saleh Khalifa Salem Marwan Abdullah Masood Saleh Nu'eimeh Samir Sulaimani | Kuwait Adel Abbas Abdulaziz Al-Buloushi Nassir Al-Ghanim Muayad Al-Haddad Abdulaziz Al-Hajeri Salah Al-Hasawi Waleed Al-Jasem Jamal Al-Qabendi Khalid Al-Sharidah Hamoud Al-Shemmari Khaled Al-Shemmari Yussef Al-Suwayed Jabir Al-Zanki Naeem Saad Wael Sulaiman |

## Equipos participantes
En cursiva, los debutantes en fútbol en los Juegos Asiáticos.
| Equipos participantes | Equipos participantes  | Equipos participantes | Equipos participantes |
| --------------------- | ---------------------- | --------------------- | --------------------- |
| Arabia Saudita        | Corea del Sur          | Irán                  | Omán                  |
| Bangladés             | Emiratos Árabes Unidos | Japón                 | Pakistán              |
| Baréin                | India                  | Kuwait                | Tailandia             |
| Catar                 | Indonesia              | Malasia               |                       |
| China                 | Irak                   | Nepal                 |                       |

Los equipos fueron sorteados según su clasificación final en los Juegos Asiáticos de 1982.
| Grupo A                | Grupo B       | Grupo C        | Grupo D   |
| ---------------------- | ------------- | -------------- | --------- |
| Irak                   | Corea del Sur | Arabia Saudita | Kuwait    |
| Omán                   | India         | Malasia        | Bangladés |
| Pakistán               | Baréin        | Indonesia      | Nepal     |
| Emiratos Árabes Unidos | China         | Catar          | Japón     |
| Tailandia              |               |                | Irán      |

## Resultados

### Primera fase

#### Grupo A
| Pos. | Equipo                 | Pts. | PJ | G | E | P | GF | GC | Dif. |  |
| ---- | ---------------------- | ---- | -- | - | - | - | -- | -- | ---- |  |
| 1    | Emiratos Árabes Unidos | 10   | 4  | 3 | 1 | 0 | 5  | 2  | +3   |  |
| 2    | Irak                   | 9    | 4  | 3 | 0 | 1 | 12 | 4  | +8   |  |
| 3    | Omán                   | 5    | 4  | 1 | 2 | 1 | 3  | 5  | −2   |  |
| 4    | Tailandia              | 4    | 4  | 1 | 1 | 2 | 8  | 4  | +4   |  |
| 5    | Pakistán               | 0    | 4  | 0 | 0 | 4 | 2  | 15 | −13  |  |

 Fuente: RSSSF
| 21 de septiembre de 1986 | Emiratos Árabes Unidos | 1:0 (1:0) | Pakistán | Estadio de Daegu, Daegu |  |
|                          | Al-Talyani 25' (pen.)  | Reporte   |          |                         |  |

| 21 de septiembre de 1986 | Irak                                    | 4:0 (2:0) | Omán | Estadio de Daegu, Daegu |  |
|                          | Allawi 12', 70' · Saeed 29' · Radhi 80' | Reporte   |      |                         |  |

| 23 de septiembre de 1986 | Emiratos Árabes Unidos       | 2:1 (0:1) | Tailandia   | Estadio de Daegu, Daegu |  |
|                          | Khamees 68' · Al-Talyani 86' | Reporte   | Piyapong 7' |                         |  |

| 23 de septiembre de 1986 | Irak                                                   | 5:1 (4:1) | Pakistán          | Estadio de Daegu, Daegu |  |
|                          | Radhi 14' (pen.), 36' · Hameed 21' · Mohammed 34', 86' | Reporte   | Sarwar 26' (pen.) |                         |  |

| 25 de septiembre de 1986 | Omán | 0:0     | Tailandia | Estadio de Daegu, Daegu |  |
|                          |      | Reporte |           |                         |  |

| 25 de septiembre de 1986 | Emiratos Árabes Unidos | 2:1     | Irak     | Estadio de Daegu, Daegu |  |
|                          | N/D                    | Reporte | Saeed ?' |                         |  |

| 27 de septiembre de 1986 | Irak                    | 2:1     | Tailandia | Estadio de Daegu, Daegu |  |
|                          | Dirjal ?' · Mohammed ?' | Reporte | N/D       |                         |  |

| 27 de septiembre de 1986 | Omán | 3:1     | Pakistán | Estadio de Daegu, Daegu |  |
|                          | N/D  | Reporte | N/D      |                         |  |

| 29 de septiembre de 1986 | Emiratos Árabes Unidos | 0:0     | Omán | Estadio de Daegu, Daegu |  |
|                          |                        | Reporte |      |                         |  |

| 29 de septiembre de 1986 | Tailandia                 | 6:0     | Pakistán | Estadio de Daegu, Daegu |  |
|                          | Piyapong ?', ?', ?' · N/D | Reporte |          |                         |  |

#### Grupo B
| Pos. | Equipo        | Pts. | PJ | G | E | P | GF | GC | Dif. |  |
| ---- | ------------- | ---- | -- | - | - | - | -- | -- | ---- |  |
| 1    | Corea del Sur | 7    | 3  | 2 | 1 | 0 | 7  | 2  | +5   |  |
| 2    | China         | 6    | 3  | 2 | 0 | 1 | 9  | 6  | +3   |  |
| 3    | Baréin        | 4    | 3  | 1 | 1 | 1 | 4  | 5  | −1   |  |
| 4    | India         | 0    | 3  | 0 | 0 | 3 | 1  | 8  | −7   |  |

 Fuente: RSSSF
| 20 de septiembre de 1986, 16:00 | Corea del Sur                                                 | 3:0 (2:0) | India | Estadio Gudeok, Busan |  |
|                                 | Noh Soo-jin 9' · Choi Soon-ho 32' · Park Chang-sun 83' (pen.) | Reporte   |       |                       |  |

| 20 de septiembre de 1986 | China                                                                     | 5:1 (3:1) | Baréin       | Estadio Gudeok, Busan |  |
|                          | Ma Lin 21', 32' · Liu Haiguang 43' · Liu Zhongchang 80' · Qin Guorong 82' | Reporte   | Bushagor 11' |                       |  |

| 22 de septiembre de 1986 | China           | 2:1 (2:1) | India      | Estadio Gudeok, Busan |  |
|                          | Ma Lin 22', 25' | Reporte   | Mishra 37' |                       |  |

| 24 de septiembre de 1986, 16:00 | Corea del Sur | 0:0     | Baréin | Estadio Gudeok, Busan |  |
|                                 |               | Reporte |        |                       |  |

| 26 de septiembre de 1986 | Baréin                      | 3:0 (3:0) | India | Estadio Gudeok, Busan |  |
|                          | Hisham 3', 45' · Hassan 23' | Reporte   |       |                       |  |

| 28 de septiembre de 1986, 16:00 | Corea del Sur                                                                    | 4:2 (1:1) | China                         | Estadio Gudeok, Busan |  |
|                                 | Park Chang-sun 19' (pen.) · Kim Joo-sung 47' · Lee Tae-ho 74' · Cho Min-kook 76' | Reporte   | Li Hui 25' (pen.), 74' (pen.) |                       |  |

#### Grupo C
| Pos. | Equipo         | Pts. | PJ | G | E | P | GF | GC | Dif. |  |
| ---- | -------------- | ---- | -- | - | - | - | -- | -- | ---- |  |
| 1    | Arabia Saudita | 9    | 3  | 3 | 0 | 0 | 6  | 1  | +5   |  |
| 2    | Indonesia      | 4    | 3  | 1 | 1 | 1 | 2  | 3  | −1   |  |
| 3    | Catar          | 2    | 3  | 0 | 2 | 1 | 2  | 3  | −1   |  |
| 4    | Malasia        | 1    | 3  | 0 | 1 | 2 | 2  | 5  | −3   |  |

 Fuente: RSSSF
| 21 de septiembre de 1986 | Arabia Saudita                      | 3:1 (2:1) | Malasia            | Estadio Mudeung, Gwangju |  |
|                          | Al-Shahrani 23' · Abdullah 27', 54' | Reporte   | Wong Hung Nung 12' |                          |  |

| 21 de septiembre de 1986 | Indonesia | 1:1 (0:1) | Catar      | Estadio Mudeung, Gwangju |  |
|                          | Kabo 68'  | Reporte   | Salman 29' |                          |  |

| 23 de septiembre de 1986 | Catar          | 1:1 (0:1) | Malasia   | Estadio Mudeung, Gwangju |  |
|                          | Al-Sowaidi 85' | Reporte   | Ahmad 34' |                          |  |

| 25 de septiembre de 1986 | Arabia Saudita    | 2:0 (0:0) | Indonesia | Estadio Mudeung, Gwangju |  |
|                          | Abdullah 84', 87' | Reporte   |           |                          |  |

| 27 de septiembre de 1986 | Indonesia | 1:0 (0:0) | Malasia | Estadio Mudeung, Gwangju |  |
|                          | Sawor 35' | Reporte   |         |                          |  |

| 29 de septiembre de 1986 | Arabia Saudita | 1:0 (1:0) | Catar | Estadio Mudeung, Gwangju |  |
|                          | Al-Jam'an 21'  | Reporte   |       |                          |  |

#### Grupo D
| Pos. | Equipo    | Pts. | PJ | G | E | P | GF | GC | Dif. |  |
| ---- | --------- | ---- | -- | - | - | - | -- | -- | ---- |  |
| 1    | Kuwait    | 12   | 4  | 4 | 0 | 0 | 12 | 0  | +12  |  |
| 2    | Irán      | 9    | 4  | 3 | 0 | 1 | 12 | 1  | +11  |  |
| 3    | Japón     | 6    | 4  | 2 | 0 | 2 | 9  | 4  | +5   |  |
| 4    | Bangladés | 3    | 4  | 1 | 0 | 3 | 1  | 12 | −11  |  |
| 5    | Nepal     | 0    | 4  | 0 | 0 | 4 | 0  | 17 | −17  |  |

 Fuente: RSSSF
| 20 de septiembre de 1986 | Kuwait                                                         | 4:0 (2:0) | Bangladés | Estadio de Daejeon, Daejeon |  |
|                          | Al-Ghanim 24' · Al-Hajeri 43' · Abbas 51' · H. Al-Shemmari 64' | Reporte   |           |                             |  |

| 20 de septiembre de 1986 | Japón                                               | 5:0 (5:0) | Nepal | Estadio de Daejeon, Daejeon |  |
|                          | Tsunami 8' · Hara 17', 39' · Kimura 25', 29' (pen.) | Reporte   |       |                             |  |

| 22 de septiembre de 1986 | Kuwait                                       | 5:0     | Nepal | Estadio de Daejeon, Daejeon |  |
|                          | Al-Hasawi 3', 9', ?' · Al-Suwayed · Al-Zanki | Reporte |       |                             |  |

| 22 de septiembre de 1986 | Irán                          | 2:0 (2:0) | Japón | Estadio de Daejeon, Daejeon |  |
|                          | Abtahi 5' · Mohammadkhani 17' | Reporte   |       |                             |  |

| 24 de septiembre de 1986 | Kuwait                        | 2:0 (1:0) | Japón | Estadio de Daejeon, Daejeon |  |
|                          | Al-Suwayed 24' · Al-Zanki 72' | Reporte   |       |                             |  |

| 24 de septiembre de 1986 | Irán                                            | 4:0 (0:0) | Bangladés | Estadio de Daejeon, Daejeon |  |
|                          | Pious 61' · Fathabadi 82', 89' · Ghayeghran 90' | Reporte   |           |                             |  |

| 26 de septiembre de 1986 | Kuwait        | 1:0 (1:0) | Irán | Estadio de Daejeon, Daejeon |  |
|                          | Al-Hasawi 18' | Reporte   |      |                             |  |

| 26 de septiembre de 1986 | Bangladés | 1:0 (0:0) | Nepal | Estadio de Daejeon, Daejeon |  |
|                          | Aslam 48' | Reporte   |       |                             |  |

| 28 de septiembre de 1986 | Japón                           | 4:0 (1:0) | Bangladés | Estadio de Daejeon, Daejeon |  |
|                          | Hara 1', 60', 71' · Tsunami 83' | Reporte   |           |                             |  |

| 28 de septiembre de 1986 | Irán                                                                     | 6:0 (2:0) | Nepal | Estadio de Daejeon, Daejeon |  |
|                          | Derakhshan 8', 76' · Bayani 44' (pen.) · Fathabadi 51', 86' · Yekkeh 61' | Reporte   |       |                             |  |

### Fase final

#### Cuadro de desarrollo
|  | Cuartos de final       | Cuartos de final    |                     |       | Semifinales                      | Semifinales                      |  |  | Partido por la medalla de oro | Partido por la medalla de oro |
|  |                        |                     |                     |       |                                  |                                  |  |  |                               |                               |
|  | 1 de octubre – Seúl    |                     |                     |       |                                  |                                  |  |  |                               |                               |
|  |                        |                     |                     |       |                                  |                                  |  |  |                               |                               |
|  | Emiratos Árabes Unidos | 2 (3)               |                     |       |                                  |                                  |  |  |                               |                               |
|  | Emiratos Árabes Unidos | 2 (3)               | 3 de octubre – Seúl |       |                                  |                                  |  |  |                               |                               |
|  | Indonesia (p)          | 2 (4)               |                     |       |                                  |                                  |  |  |                               |                               |
|  | Indonesia (p)          | 2 (4)               | Indonesia           | 0     |                                  |                                  |  |  |                               |                               |
|  | 1 de octubre – Busan   |                     | Indonesia           | 0     |                                  |                                  |  |  |                               |                               |
|  |                        | Corea del Sur       | 4                   |       |                                  |                                  |  |  |                               |                               |
|  | Corea del Sur (p)      | Corea del Sur       | 4                   | 1 (5) |                                  |                                  |  |  |                               |                               |
|  | Corea del Sur (p)      |                     | 5 de octubre – Seúl | 1 (5) |                                  |                                  |  |  |                               |                               |
|  | Irán                   | 1 (4)               |                     |       |                                  |                                  |  |  |                               |                               |
|  | Irán                   | 1 (4)               | Corea del Sur       | 2     |                                  |                                  |  |  |                               |                               |
|  | 1 de octubre – Seúl    |                     | Corea del Sur       | 2     |                                  |                                  |  |  |                               |                               |
|  |                        | Arabia Saudita      | 0                   |       |                                  |                                  |  |  |                               |                               |
|  | Arabia Saudita (p)     | Arabia Saudita      | 0                   | 1 (9) |                                  |                                  |  |  |                               |                               |
|  | Arabia Saudita (p)     | 3 de octubre – Seúl |                     | 1 (9) |                                  |                                  |  |  |                               |                               |
|  | Irak                   | 1 (8)               |                     |       |                                  |                                  |  |  |                               |                               |
|  | Irak                   | 1 (8)               | Arabia Saudita (p)  | 2 (5) |                                  |                                  |  |  |                               |                               |
|  | 1 de octubre – Busan   |                     | Arabia Saudita (p)  | 2 (5) |                                  |                                  |  |  |                               |                               |
|  |                        | Kuwait              | 2 (4)               |       | Partido por la medalla de bronce | Partido por la medalla de bronce |  |  |                               |                               |
|  | Kuwait (p)             | Kuwait              | 2 (4)               | 1 (5) | Partido por la medalla de bronce | Partido por la medalla de bronce |  |  |                               |                               |
|  | Kuwait (p)             |                     | 4 de octubre – Seúl | 1 (5) |                                  |                                  |  |  |                               |                               |
|  | China                  | 1 (4)               |                     |       |                                  |                                  |  |  |                               |                               |
|  | China                  | 1 (4)               | Indonesia           | 0     |                                  |                                  |  |  |                               |                               |
|  |                        |                     |                     |       |                                  |                                  |  |  |                               |                               |
|  | Kuwait                 | 5                   |                     |       |                                  |                                  |  |  |                               |                               |
|  | Kuwait                 | 5                   |                     |       |                                  |                                  |  |  |                               |                               |

#### Cuartos de final
| 1 de octubre de 1986 | Emiratos Árabes Unidos | 2:2 (t. s.)(3:4 p.) | Indonesia       | Estadio Olímpico, Seúl |  |
|                      | K. Ghanim 78' · N/D    | Reporte             | Yacob 49' · N/D |                        |  |

| 1 de octubre de 1986, 17:00 | Corea del Sur                                                               | 1:1 (1:1, 1:0) (t. s.)(5:4 p.) | Irán                                                            | Estadio Gudeok, Busan |  |
|                             | Park Chang-sun 34' (pen.)                                                   | Reporte                        | Bavi 84'                                                        |                       |  |
|                             |                                                                             | Tiros desde el punto penal     |                                                                 |                       |  |
|                             | Park Chang-sun · Kim Joo-sung · Choi Soon-ho · Cho Young-jeung · Lee Tae-ho |                                | Ghayeghran · Changiz · Namjoo-Motlagh · Mohammadkhani · Hajiloo |                       |  |

| 1 de octubre de 1986 | Arabia Saudita  | 1:1 (1:1, 1:0) (t. s.)(9:8 p.) | Irak         | Estadio Olímpico, Seúl |  |
|                      | Al-Shahrani 39' | Reporte                        | Mohammed 51' |                        |  |

| 1 de octubre de 1986 | Kuwait         | 1:1 (t. s.)(5:4 p.) | China                  | Estadio Gudeok, Busan |  |
|                      | Al-Suwayed 39' | Reporte             | Al-Sharidah 37' (a.g.) |                       |  |

#### Semifinales
| 3 de octubre de 1986, 19:00 | Indonesia | 0:4 (0:1) | Corea del Sur                                              | Estadio Olímpico, Seúl |  |
|                             |           | Reporte   | Cho Kwang-rae 28' · Choi Soon-ho 51', 74' · Lee Tae-ho 67' |                        |  |

| 3 de octubre de 1986 | Arabia Saudita                                                   | 2:2 (2:2, 0:1) (t. s.)(5:4 p.) | Kuwait                                                          | Estadio Olímpico, Seúl |  |
|                      | Al-Shahrani 53' · Al-Thunayan 79'                                | Reporte                        | Al-Suwayed 18' · Al-Hasawi 66'                                  |                        |  |
|                      |                                                                  | Tiros desde el punto penal     |                                                                 |                        |  |
|                      | Al-Nu'eimeh · Al-Shahrani · Al-Jam'an · Al-Thunayan · Al-Nafisah |                                | Al-Suwayed · Al-Qabendi · H. Al-Shemmari · Al-Jasem · Al-Haddad |                        |  |

#### Partido por la medalla de bronce
| 4 de octubre de 1986, 20:00 | Indonesia | 0:5 (0:2) | Kuwait                                                         | Estadio Olímpico, Seúl |  |
|                             |           | Reporte   | Al-Qabendi 24' · Al-Hajeri 38', 78' · Saad 52' · Al-Hasawi 84' |                        |  |

#### Partido por la medalla de oro
| 5 de octubre de 1986, 16:00 | Corea del Sur                         | 2:0 (1:0) | Arabia Saudita | Estadio Olímpico, Seúl |  |
|                             | Cho Kwang-rae 7' · Byun Byung-joo 84' | Reporte   |                |                        |  |

|                                           |
| Bandera de Corea del Sur                  |
| Campeón invicto Corea del Sur 3.er título |

## Posiciones finales
| Pos               | Equipo                 | PJ | G | E | P | GF | GC | DG  | Pts |
| ----------------- | ---------------------- | -- | - | - | - | -- | -- | --- | --- |
| Medalla de oro    | Corea del Sur          | 6  | 4 | 2 | 0 | 14 | 3  | +11 | 10  |
| Medalla de plata  | Arabia Saudita         | 6  | 3 | 2 | 1 | 9  | 6  | +3  | 8   |
| Medalla de bronce | Kuwait                 | 7  | 5 | 2 | 0 | 20 | 3  | +17 | 12  |
| 4                 | Indonesia              | 6  | 1 | 2 | 3 | 4  | 14 | −10 | 4   |
| 5                 | Emiratos Árabes Unidos | 5  | 3 | 2 | 0 | 7  | 4  | +3  | 8   |
| 6                 | Irán                   | 5  | 3 | 1 | 1 | 13 | 2  | +11 | 7   |
| 7                 | Irak                   | 5  | 3 | 1 | 1 | 13 | 5  | +8  | 7   |
| 8                 | China                  | 4  | 2 | 1 | 1 | 10 | 7  | +3  | 5   |
| 9                 | Japón                  | 4  | 2 | 0 | 2 | 9  | 4  | +5  | 4   |
| 10                | Omán                   | 4  | 1 | 2 | 1 | 3  | 5  | −2  | 4   |
| 11                | Tailandia              | 4  | 1 | 1 | 2 | 8  | 4  | +4  | 3   |
| 12                | Baréin                 | 3  | 1 | 1 | 1 | 4  | 5  | −1  | 3   |
| 13                | Catar                  | 3  | 0 | 2 | 1 | 2  | 3  | −1  | 2   |
| 14                | Bangladés              | 4  | 1 | 0 | 3 | 1  | 12 | −11 | 2   |
| 15                | Malasia                | 3  | 0 | 1 | 2 | 2  | 5  | −3  | 1   |
| 16                | India                  | 3  | 0 | 0 | 3 | 1  | 8  | −7  | 0   |
| 17                | Pakistán               | 4  | 0 | 0 | 4 | 2  | 15 | −13 | 0   |
| 18                | Nepal                  | 4  | 0 | 0 | 4 | 0  | 17 | −17 | 0   |